# Bruno Ruiz
 (octobre 2021).
La mise en forme du texte ne suit pas les recommandations de Wikipédia : il faut le « wikifier ».
Les points d'amélioration suivants sont les cas les plus fréquents. Le détail des points à revoir est peut-être précisé sur la page de discussion.
- Les titres sont pré-formatés par le logiciel. Ils ne sont ni en capitales, ni en gras.
- Le texte ne doit pas être écrit en capitales (les noms de famille non plus), ni en gras, ni en italique, ni en « petit »…
- Le gras n'est utilisé que pour surligner le titre de l'article dans l'introduction, une seule fois.
- L'italique est rarement utilisé : mots en langue étrangère, titres d'œuvres, noms de bateaux, etc.
- Les citations ne sont pas en italique mais en corps de texte normal. Elles sont entourées par des guillemets français : « et ».
- Les listes à puces sont à éviter, des paragraphes rédigés étant largement préférés. Les tableaux sont à réserver à la présentation de données structurées (résultats, etc.).
- Les appels de note de bas de page (petits chiffres en exposant, introduits par l'outil «  Source ») sont à placer entre la fin de phrase et le point final[comme ça].
- Les liens internes (vers d'autres articles de Wikipédia) sont à choisir avec parcimonie. Créez des liens vers des articles approfondissant le sujet. Les termes génériques sans rapport avec le sujet sont à éviter, ainsi que les répétitions de liens vers un même terme.
- Les liens externes sont à placer uniquement dans une section « Liens externes », à la fin de l'article. Ces liens sont à choisir avec parcimonie suivant les règles définies. Si un lien sert de source à l'article, son insertion dans le texte est à faire par les notes de bas de page.
- La présentation des références doit suivre les conventions bibliographiques. Il est recommandé d'utiliser les modèles {{Ouvrage}}, {{Chapitre}}, {{Article}}, {{Lien web}} et/ou {{Bibliographie}}. Le mode d'édition visuel peut mettre en forme automatiquement les références.
- Insérer une infobox (cadre d'informations à droite) n'est pas obligatoire pour parachever la mise en page.

Pour une aide détaillée, merci de consulter Aide:Wikification.
Si vous pensez que ces points ont été résolus, vous pouvez retirer ce bandeau et améliorer la mise en forme d'un autre article.
 (octobre 2021).
Si vous disposez d'ouvrages ou d'articles de référence ou si vous connaissez des sites web de qualité traitant du thème abordé ici, merci de compléter l'article en donnant les références utiles à sa vérifiabilité et en les liant à la section « Notes et références ».
Pour les articles homonymes, voir Ruiz.
Bruno Ruiz, né le 28 janvier 1953 à Arcachon est un poète et un chanteur d’expression française.
Révélé au Printemps de Bourges en 1984 puis en 1985, il est l'auteur-compositeur de plus de 400 chansons. composée à partir de 1966. En 1994, il rencontre le pianiste Alain Bréhéret avec qui il enregistre cinq albums. C'est en 2000, qu'il crée avec Jean-Louis Trintignant, son long poème Altavoz, à la mémoire de son père républicain espagnol en ouverture du Festival de Barjac.
En 2020, l’Association Ithaque publie l’ensemble de ses écrits sous le titre Bruno Ruiz, le Poète invisible (1966-2020). Cette œuvre de plus d’un demi-siècle se compose pour l’instant de treize volumes. Deux nouveaux sont en préparation.
Depuis le 3 mai 2023, il est maître ès-jeux de l'Académie des Jeux floraux. 

## Biographie

### Enfance et adolescence à Arcachon
Bruno Ruiz est né à Arcachon, dans un milieu modeste, d’un père républicain espagnol entré en France en 1939. Sa mère, aide soignante, est d’origine landaise. Il a un frère de cinq ans son ainé. De 1953 à 1966 ils habiteront le quartier de La Chapelle. Il passe ses étés à Pyla-sur-mer chez l’une de ses nombreuses tantes qui possède un hôtel restaurant.
En 1966, sa famille déménage dans un quartier résidentiel des Abatilles. C’est à ce moment qu’il commence à écrire des poèmes. En 1970, il met des poètes en musique (Ronsard, Baudelaire, Rimbaud, Nouveau, etc.) et écrit ses premières chansons qu’il interprète en s’accompagnant à la guitare.
Après son bac et son Service National en 1973, lors d’un stage d’aide-infirmier à la Base aérienne de Francazal, il découvre Toulouse.

### Années d’apprentissages à Bordeaux
À partir de 1975, il entre en fac de Lettres modernes à Bordeaux et devient surveillant d’internat au Lycée Polyvalent de Fumel (1974/1975), puis au Lycée professionnel de Villeneuve-sur-Lot (1975/1976) et enfin surveillant d’externat au Collège de Biscarosse (1976/1977).
Pendant ces années-là, il écrit et chante dans des fêtes politiques et des petits lieux de chanson, en particulier à l’Échanson et la Cour des Miracles dans le vieux Bordeaux. C’est là qu’il chante en premières parties, entre autres chanteurs et poètes, de Jean-Roger Caussimon et de Bernard Dimey.
Après une tentative de disque pour le label Discovale avec l’arrangeur Michel Devy, il s’installe définitivement à Toulouse en 1977 pour y fonder avec quelques amis le Spectaclier, une coopérative civile de distribution de disques.
Avec le poète chanteur Philippe Berthaut, il fonde l’Association Toulouse Action Chanson et animera avec lui, dès 1976, de nombreux ateliers d’écriture jusqu’en 1985, date à laquelle il fonde l’Association Ithaque qui gèrera l’ensemble de ses productions jusqu’à ce jour.
À l’occasion d’un stage à Selgue, en 1977, il fait la connaissance de la chanteuse Colette Magny. Cette rencontre sera décisive puisque c’est elle qui le persuadera de devenir chanteur professionnel.

### Début des années professionnelles
1978 sera pour lui une année charnière très importante. Il quitte le Parti Communiste auquel il avait adhéré en 1974, il quitte l’Education Nationale, quitte la coopérative du Spectaclier, et s’installe avec Katy Darasse, kinésithérapeute, qui deviendra artiste du point de croix dans les années 1990. Ils auront une fille, Coline Ruiz-Darasse en 1980.
C’est également en 1978, qu’il fait la connaissance du violoncelliste Jean-François Saint-Jean avec lequel il jouera jusqu’en 1982.
En 1979, il enregistre un premier disque qui ne verra jamais le jour avec le pianiste arrangeur Jacques Rouanet et des musiciens de jazz (Christian Tonton Salut, Serge Alésina, Richard Ben, Richard Calleja et Jean-François Saint-Jean). Il l’enregistre en 1979 au Studio Deltour de Georges Baux mais refusera qu’il sorte, ne se sentant pas finalement en phase avec le résultat. Dans la foulée, il enregistre un disque avec Jean-François Saint-Jean, plus proche de ce qu’ils jouent en public et qui constitue son premier disque commercialisé.
En 1982, il fait la connaissance du pianiste arrangeur Michel Goubin qui travaille en tandem avec le sonorisateur Philippe Olivier, dit Luigi. Ensemble, ils créent un récital intégrant chansons, poèmes, nouvelles musicalisées, comptines, expériences textuelles etc. qui les mènera au Printemps de Bourges en 1984 et 1985.
C’est en 1982 également que Serge Pey édite son premier recueil de poèmes dans la collection Tribu.
De 1985 à 1988, Jean-Michel Gremillet sera son agent artistique dans cadre de l’agence Artmédia.
En 1986, il enregistre son deuxième disque, L’Homme vigile, produit par l’ARTEM et Radio France, avec le tandem Goubin/Olivier toujours au Studio Deltour de Georges Baux.
Il crée le récital Suites en 1986 à la future salle Nougaro de Toulouse, un récital poétique à la forme inclassable qui sera un échec commercial mais constituera la matrice de plusieurs de ses créations à venir.
En 1988, il participe à l’écriture du premier disque de chansons de Michel Goubin.

### Poète de Music-hall
En 1989, Bruno Ruiz crée le personnage du Poète de Music-Hall au théâtre de la Digue à Toulouse, un récital solo, dans la lignée de Suites, plus représentatif de ce qu’il écrit.
Il compose la musique et les chansons des Grandes Journées du Père Duchesne de Jean-Pierre Faye pour Didier Carette au CDN/Sorano.
Il crée un récital de chansons populaires Les chansons d’amour sous la Révolution française avec le pianiste/arrangeur Mingo Josserand qu’ils tourneront en France et en Allemagne.
En 1990, il sera l’assistant du metteur en scène Didier Carette et le compositeur des chansons et musiques de scène pour Ubu Roi crée au Satiric Théâtre de Sofia en Bulgarie dans une production CDN/Sorano.
En 1993, il écrit Victor Soleil ne s’endort pas qu’il interprète dans une mise en scène de Gilbert Tiberghien au théâtre de Montauban. Il le reprendra la saison suivante en réécrivant le texte pour René Gouzenne qu’il mettra scène au théâtre de la Digue.
Cette année-là, il crée également un duo de chansons populaires a capella avec le chanteur Yves Russet qu’ils tourneront en France et en Allemagne.
Il écrit le Chant impératif qui sera mis en musique une première fois par Etienne Zénone pour le groupe de rap KDD mais le projet ne verra jamais le jour.
En 1994, il rencontre le pianiste Alain Bréhéret à l’occasion d’un hommage à Léo Ferré à Odyssud Blagnac.

### Piano/voix avec Alain Bréhéret
De cette rencontre naîtront cinq CD : Les larmes de Laurel en 1995 , Nous en 2001, Le chant impératif en 2003, Si en 2005 et Maintenant en 2009. Ils donneront de nombreux récitals en France, en Belgique, en Suisse, et en Allemagne.
Parallèlement à cette collaboration, Bruno Ruiz continue un autre travail de représentation de sa poésie.
Sur son CD Après, il enregistre Altavoz, un long poème non ponctué en hommage à son père Républicain espagnol qu'il reprendra en public à la demande de Jean-Louis Trintignant en ouverture du Festival 2000 Chanson de Parole de Barjac. Il en fera également des lectures avec sa fille Coline Ruiz Darasse, qui demeure toujours très présente aux orientations artistiques de son père.
Sur ce même CD Après, il enregistre le Chant-Drakkar, un poème symphonique composé en collaboration avec Mingo Josserand.
En 1997, il crée sous le pont neuf de Toulouse Sous la dernière arche avant le fleuve, un long poème pour rendre hommage aux grands photographes du fonds photographiques de la Galerie du Château d’Eau de Toulouse avec le diaporamiste Louis Viel dans le cadre du Festival Garonne.
En 1998, il crée le personnage de Pedro d’Arcachon, auteur-compositeur interprète de chansons idiotes, et le récital Ruizz-Folizz à l’Espace Apollo de Mazamet.
En 1999 il revient au récital solo avec Le Tour du champ de Bruno Ruiz.
En 2012, il écrit et enregistre au studio CDM de Marc Dubezy l’Ode au temps qui nous reste avec Michel Goubin en tant que compositeur qu’ils créent à la Gare aux Artistes de Montrabé puis à la Cave Poésie René-Gouzenne.
En 2015, il crée un nouveau récital solo, Bruno Ruiz peut mieux faire à la Cave Poésie René-Gouzenne.
De 2007 à 2015, il fera partie de la direction artistique collégiale de la Cave-Poésie de Toulouse.
À partir de 1989, il travaillera avec la même équipe : André Tailhades pour les lumières (jusqu’à sa mort en 2014) Jean-Jacques Vaudou pour la sonorisation de scène, Marc Dubezy pour l’enregistrement studio (à partir de 2000 et jusqu'à sa mort en 2023) et Marie-Annick Bault qui le rejoindra en 1998 pour toute la partie logistique de son activité scénique et éditoriale.
En février 2025, il créera un nouveau récital : Bruno Ruiz Poète de variété au théâtre du Pavé (Toulouse) 

### Poète invisible
En 2017, il crée Célèbre au théâtre du Pavé avec Alain Bréhéret, un récital d’interprétation des chansons qui lui ont donné envie de devenir chanteur dans les années 1970.
À partir de 2016, il entreprend un long travail de recueillement et de recopilation de l’ensemble de ses écrits depuis 1966 qu’il annote après chaque période. Cet ensemble, actuellement composé de 15 volumes, forme le Poète invisible.
Depuis 2021, il en donne des représentations sous forme de récital interactif avec le public.

### Ateliers, stage d’écritures et de lectures, lectures publiques
Pendant plus de trente ans, Bruno Ruiz créera avec le pianiste arrangeur Jacques Rouanet des Chantiers Publics, en France et en Belgique, stages intensifs d’initiation à l’écriture de chanson pour des amateurs adultes mais surtout d’adolescents souvent en rupture sociale. Ces Chantiers publics, réalisant de l’écriture au récital public et du récital public à l’enregistrement professionnel, donneront naissance à 16 CD.
De 2002 à 2004 il anime également des ateliers d’écritures au chevet d’enfants malades suicidaires ou en fin de vie à l’hôpital des Enfants de Toulouse-Purpan. De cette expérience naîtront deux livres CD, En vies, et Ces mots essentiels dans lesquels il interprètera et chantera les textes de ces adolescents accompagnés et arrangés par Jacques Rouanet.
Pendant 7 ans, il animera à la Cave-Poésie René Gouzenne des stages d’écriture et de lectures à voix haute.
Par ailleurs, depuis sa création, il fait partie tous les ans de la programmation du Marathon des mots où il s’est produit entre autres avec Marie-Christine Barrault et Brigitte Fossey.
Il participe également aux rencontres-hommages à Môrice Benin à Die (Drôme) le 22, 23 et 24 juillet 2022.

## Discographie
- Bruno Ruiz (1980)[19]
- L'Homme Vigile (1986)[20]
- Les Larmes de Laurel (1994)[21]
- Après (1998)[22]
- Nous (2000)[23]
- Chant Impératif (2004)[24]
- Si (2005)[25]
- Maintenant (2009)[26]
- Ode au temps qui nous reste (2012)[27]

## Principaux ouvrages
- Poèmes 1979-1982 (1982, Tribu)
- Bruno Ruiz Poète de Music'Hall (1989, Ithaque)
- Altavoz ou le mémorial pour Antonio Ruiz Delgado (1991, Patrice Thierry-Ether Vague)
- Victor Soleil ne s'endort pas (1993, Ithaque)[28]
- Chansons et Poèmes de Scène, 1972-1993 (1994, Ithaque)
- « Cent femmes dans Sofia », le journal d’une brodeuse, édition bilingue (1995, Ithaque)
- J'aime (1995, N&B)[29]
- Je t'aime devant tout l'univers (1999, Le Puits)[30]
- Le Miroir et la vitre, entretien avec François André, (2008, Ithaque)

Collection Les Lettres d'Ulysse : 
- 1- Apprentissages (1972-1976)[32]
- 2- J'aime (1995)[33]
- 3- États d'ânes (1996)[34]
- 4- Concaténation (1996)[35]
- 5- Musée Eaux (1997)[36]
- 6- Le Chemin (1999)[37]
- 7- Les Brouettes (2002)[38]
- 8- Présents Étrangers (2000-2002)[39]
- 9- Images (1988)[40]
- 10- Bestiaire (1997)[41]
- 11- Romans (1992)[42]
- 12- Œ (1994)[43]
- 13- Les chansons de Pedro d'Arcachon (1996-1997)[44]
- 14- La visite faite à maman (2005)[45]
- 15- Chant infinitif (2006)[46]
- 16- Répliques (2006)[47]

Le Poète invisible
1, Balbutier (1966/1973), Apprendre (1974/1977)
2, Accepter (1978/1982), Tenter (1983/1985)
3, Chercher (1986/1988)
4, Essayer (1989/1993)
5, Choisir (1994/1996)
6, Mélanger (1996/1999)
7, Chanter (1999/2005)
8, Continuer (2006/2007)
9, Revenir (2008/2010)
10, Renaître (2011/2016)
11, Ranger (2016/2018)
12, Aller (2018/2020)
13, Dans le désordre (1997-2021)
14, Le noir est blanc (2021-2022)
15, Entre (2021-2023)